# Конституция Кыргызстана
Конституция Кыргызской Республики (кирг. Кыргыз Республикасынын Конституциясы) — закон, обладающий высшей юридической силой в Кыргызстане. Утверждён Жогорку Кенешем Кыргызской Республики 5 мая 1993 года.
В настоящее время действует конституция от 5 мая 2021 года.

## Конституция Киргизской АССР 1929 года
30 апреля 1929 года Второй Всекиргизский съезд Советов, рассмотрев окончательную редакцию проекта Конституции, утвердил её. Тем самым став первой киргизской конституцией. Конституция Киргизской АССР 1929 года была принята на основе Конституции РСФСР. По Конституции оба основных языка (киргизский и русский) являлись государственными.
Конституция (Основной Закон) Киргизской АССР подлежала утверждению вышестоящими органами государственной власти РСФСР. Это вытекало из статьи 44 Конституции РСФСР, которая устанавливала: «Основные законы (Конституции) автономных советских социалистических республик принимаются их съездами Советов, представляются на утверждение ВЦИК и вносятся на окончательное утверждение Всероссийского съезда Советов».
В соответствии с этим требованием Конституция Киргизской АССР была представлена на рассмотрение Всероссийского съезда Советов. Однако по определённым причинам объективного и субъективного характера Конституция Киргизской АССР так и не была утверждена. Также не были утверждены и Конституции других автономных республик, входивших в то время в состав РСФСР (республика немцев Поволжья, Дагестанской, Крымской, Карельской, Башкирской, Татарской, Чувашской, Казахской, Бурят-Монгольской, Якутской).

## Конституция Киргизской ССР 1937 года
11 марта 1937 года Президиум ЦИК Киргизской ССР, рассмотрев проект Конституции Киргизской ССР, одобрил и внёс его на утверждение Чрезвычайного V съезда Советов Киргизской ССР. После обсуждения и внесения изменений и дополнений в окончательный текст Конституции, представленный Редакционной комиссией, 23 марта 1937 года был утверждён Чрезвычайным V съездом Советов Киргизской ССР.

## Конституция Киргизской ССР 1978 года
15 марта 1978 года на заседании Президиума Верховного Совета Киргизской ССР проект Конституции был рассмотрен и в основном одобрен. Проект Конституции был вынесен на всенародное обсуждение — опубликован в республиканской и местной печати общим тиражом почти в полмиллиона экземпляров на киргизском, русском и узбекском языках. Внеочередная восьмая сессия Верховного Совета Киргизской ССР девятого созыва 1978 года приняла новую Конституцию Киргизской Советской Социалистической Республики.

## Конституция Киргизской Республики 1993 года
5 мая 1993 года Киргизская Республика обрела Конституцию, которая была принята на 12-й сессии Верховного Совета Киргизской Республики — «легендарным парламентом». Состав «легендарного парламента» был сформирован на первых альтернативных выборах в 1990 году. Этот парламент вошёл в историю как орган власти, создавший политические и правовые основы для государственной независимости Киргизской Республики и реализации политики строительства демократического общества и свободного рынка. Исторические акты, принятые «легендарным парламентом»:
- Декларация о суверенитете, принятая 15 декабря 1990 года;
- Декларация о государственной независимости Киргизской Республики, принятая 31 августа 1991 года на внеочередной 6-й сессии Верховного Совета 12-го созыва;
- Конституция независимой Киргизской Республики, принятая на XII сессии Верховного Совета 5 мая 1993 года.

Проект Конституции 1993 года был подготовлен специальным комитетом «легендарного парламента» и обсуждался на протяжении двух лет, с 1991 по 1993 год. Во время правления Аскара Акаева первая Конституция Киргизской Республики пять раз пересматривалась в пользу усиления полномочий президента, а также вносились изменения в иные нормы в 1994, 1996, 1998, 2001 и 2003 годах, созданным «Конституционным совещанием».
Поправки к Конституции Киргизской Республики 1994 года
22 октября 1994 года в соответствии с Указом Президента Киргизской Республики от 21 сентября этого же года в стране проведён референдум по двум поправкам к Конституции Киргизской Республики:
1) Изменения и дополнения к Конституции Киргизской Республики, законы Киргизской Республики и иные важные вопросы государственной жизни могут выноситься на референдум (всенародное голосование).
2) Законодательную власть в Киргизской Республике осуществляет Жогорку Кенеш, состоящий из двух палат:
- Законодательного собрания в составе 35 депутатов, действующего постоянно и избираемого на основе представительства интересов всего населения республики;
- Собрания народных представителей в составе 70 депутатов, работающих сессионно и избираемых на основе представительства территориальных интересов.

Поправки к Конституции Киргизской Республики 1996 года
10 февраля 1996 года в соответствии с Указом Президента от 2 января (26 января также принята новая редакция Указа) этого же года в стране проведён референдум по поправкам к Конституции Киргизской Республики.
Основные изменения и дополнения касаются разграничения полномочий двухпалатного парламента, введённого референдумом 22 октября 1994 года, и уточнения взаимоотношений между Президентом, Парламентом и Правительством.
В соответствии с редакцией Конституции Киргизской Республики от 10 февраля 1996 года были предложены следующие изменения:
- законы, устанавливающие новые налоги или ухудшающие положение налогоплательщиков, обратной силы не имеют;
- назначение определённой части должностных лиц осуществлялось Президентом (министров, послов, глав местных государственных администраций и др.);
- назначение части должностных лиц органов государства палатами парламента или с их согласия;
- президенту в определённых Конституцией случаях предоставлялось право роспуска одной или обеих палат парламента, в то же время парламент в определённых Конституцией случаях рассмотреть вопрос об отрешении президента от должности;
- отныне парламент не мог отправить в отставку Правительство в целом, однако ему предоставлялось право на выражение недоверия премьер-министру;
- принятие отставки премьер-министра влечёт за собой отставку всех членов Правительства;
- Правительству предоставлялось больше самостоятельности, но фактически он оказался подконтрольным лишь президенту.

Полномочия президента были усилены — огромные полномочия перешли в сторону президентской власти, парламент практически не мог влиять на решения главы государства, тем самым была нарушена система «сдержек и противовесов».
После редакции в 2003 году оппозиция обвинила Акаева в узурпации власти и неконституционности третьего президентского срока. В феврале 2005 года состоялись парламентские выборы, в результате фальсификации которых, оппозиция не попала в парламент, а в парламент прошла партия Алга-Кыргызстан (Вперёд, Киргизия) в составе этой партии были родные дети Акаева — Айдар и Бермет. Это вызвало масштабные акции протеста по всей республике, повлёкшую государственный переворот. Пришедший на смену Акаева Курманбек Бакиев также не вернул первую Конституцию, а решил написать новую. В ноябре и декабре месяце 2006 года оппозиционной группой депутатов были подготовлены и приняты два варианта Конституции. Однако, 14 сентября 2007 года Конституционный суд Киргизской Республики отменил действия ноябрьской и декабрьской редакций Конституции. В действие вновь вступила Конституция в редакции от 18 февраля 2003 года. 21 октября 2007 года согласно Указу президента Киргизской Республики состоялся всенародный референдум, на котором была принята новая редакция Конституции, предложенная президентом Киргизии К. Бакиевым, которая и была им же подписана 23 октября 2007 года. Проект новой Конституции готовился Данияром Нарымбаевым. Новый редакционный закон о внесении изменений и дополнений в Конституцию Киргизской Республики вступил в юридическую силу на следующий день — 24 октября 2007 года, с момента опубликования в официальном издании страны — газете «Эркин-Тоо».
7 апреля 2010 года в Киргизской Республике вновь произошла неконституционная смена власти, в результате которой к управлению государством пришло Временное правительство, осуществлявшее полномочия в соответствии с изданным Декретом № 1. Временное правительство решило написать собственную Конституцию, провозгласившую в Киргизской Республике парламентскую форму правления. Референдум по принятию Конституции 2010 года проходил в напряжённой обстановке в связи с прошедшими беспорядками на юге республики, в условиях чрезвычайного положения. Некоторые международные наблюдатели отказались приезжать в Киргизскую Республику по соображениям безопасности.

## Конституция Киргизской Республики 2010 года
Конституция меняет форму правления страны от президентской к парламентской, ограничивая полномочия президента. Два предыдущих президента республики были свергнуты в ходе революций. Согласно новой конституции, президент избирается на один шестилетний срок и не может быть переизбран. Хотя полномочия президента были ограничены, пост не превратился в формальную должность, как во многих странах парламентской демократии. Президент обладает правом вето, может назначать глав государственных органов.
Конституция увеличивает количество депутатов с 90 до 120, вводя при этом правило о том, что одна партия не может занять больше 65 мест. Более того, политические партии не разрешено создавать на этнической или религиозной основе. Судьи и служащие в милиции и вооружённых силах не вправе быть членами политических партий. Функции конституционного контроля согласно статье 97 новой конституции должна выполнять Конституционная палата Верховного суда, Конституционный суд упразднён.
Документ уделяет большое внимание правам человека, особенно раздел второй. В 16 статье постулируется запрет на дискриминацию. 20 статья содержит положения о правах заключённых, включая отмену смертной казни и пыток.
Венецианская комиссия Совета Европы заявила, что «проект Конституции заслуживает высокой похвалы», особенно в части прав человека, усиления законодательной власти и распределения полномочий между законодательной, исполнительной ветвью власти и президентом. Критике подвергнуто решение о роспуске Конституционного суда и запутанная система формирования правительства. Также комиссия рекомендовала обеспечить независимость судебной власти.
Существует мнение, что текст Конституции содержит существенные недоработки в части разделения полномочий парламента, президента и правительства, связанных с осуществлением внешней политики, что ведёт к конституционному кризису в стране. В связи с этим создано движение по возврату к первой Конституции Киргизской Республики, принятой 5 мая 1993 года

### Поправки 2016 года
Летом 2016 года в парламент внесён проект поправок, в частности, расширяющих полномочия премьера. В сентябре парламент в первом чтении одобрил вынесение поправок на референдум. Конституционная палата Верховного суда 10 голосами против 1 сочла, что проект поправок не нарушает законодательства.
Венецианская комиссия и БДИПЧ опубликовали заключение по проекту поправок.
В декабре 2016 года поправки были одобрены на референдуме, прошедшем без наблюдения ОБСЕ.

## Конституция Киргизии 2021 года
Принята на референдуме 11 апреля. 5 мая 2021 вступила в силу, создав в стране президентскую форму правления.